# Фиолетовочубый турако
Фиолетовочубый турако (лат. Gallirex porphyreolophus) — вид птиц из семейства тураковых.

## Описание
Общая длина тела до 40 см. Голова, кроме нижней части, зелёная с металлическим отливом. На голове небольшой закругленный фиолетовый хохол. Низ головы, верхняя часть шеи, плечи и брюшко оливково-зеленые, без отлива. Грудь, низ шеи и верхняя часть спины бледно-розовые. Крылья и хвост фиолетово-синие. Снизу крылья красные. Голос — серия, начинающаяся низко и очень быстро, затем нарастающая и замедляющаяся, заканчивается очень громкими нотами «ток».

## Ареал и места обитания

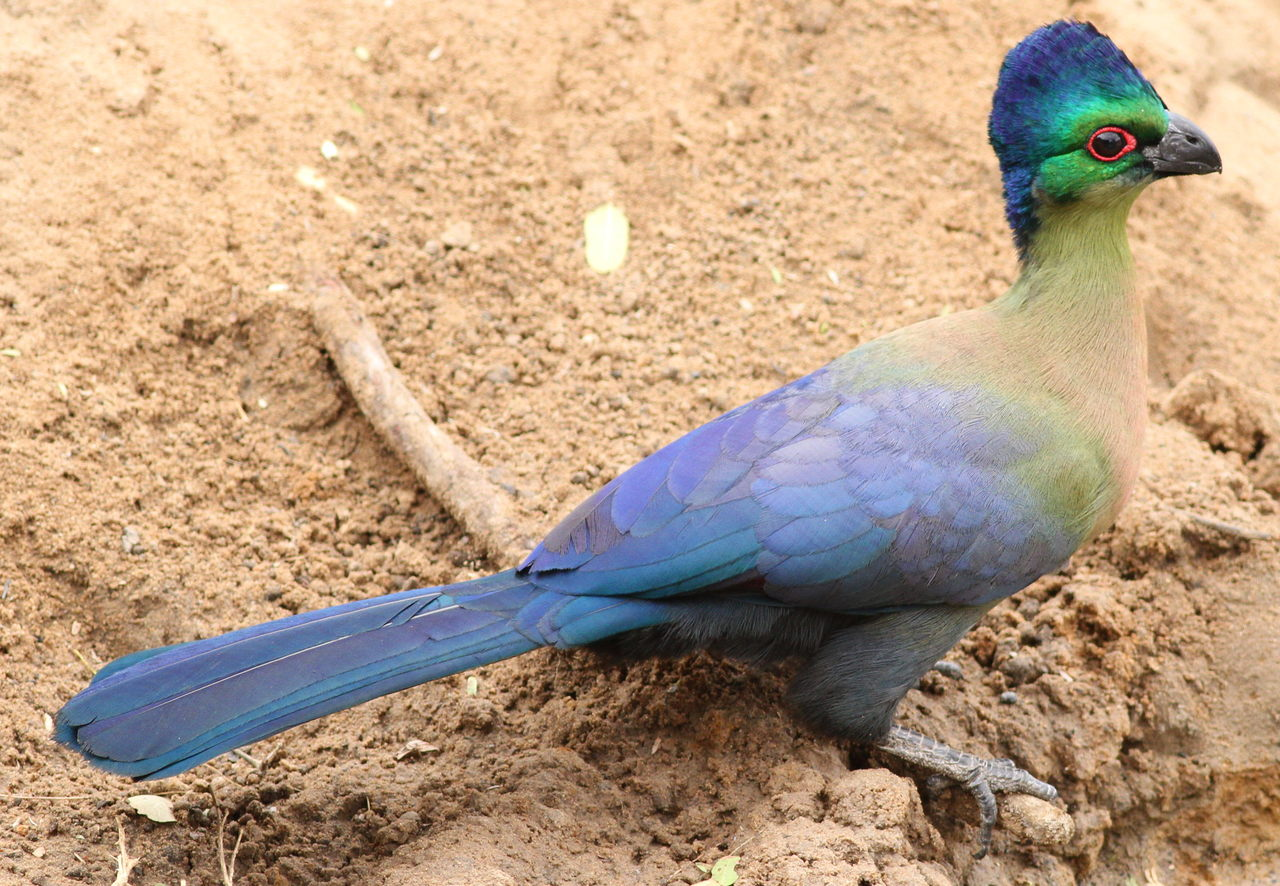

Фиолетовочубый турако распространен в тропиках юго-восточной Африки: от юга Кении и южного побережья озера Виктория до востока ЮАР. Обитает в лесах, редколесьях, густых кустарниках, садах, на плантациях, в лесных зарослях по берегам рек и ручьев. В горах встречается до высоты 1850 м.

## Питание
Фиолетовочубый турако питается плодами растений, в том числе различных видов саговниковых. Они проглатывают фрукты целиком, после чего отрыгивают неповрежденные семена, способные прорастать. Таким образом, эти турако переносят на достаточно значительные расстояния от мест кормления до гнезд большое количество семян, способствуя распространению видов растений, плодами которых они питаются.

## Подвиды
Образует два подвида:
- Gallirex porphyreolophus porphyreolophus — номинативный, южный подвид, распространенный от Зимбабве и Мозамбика до востока ЮАР;
- Gallirex porphyreolophus chlorochlamys — северный подвид, обитающий на юге Кении и от южного побережья озера Виктория до севера Мозамбика и Малави.

## Фото

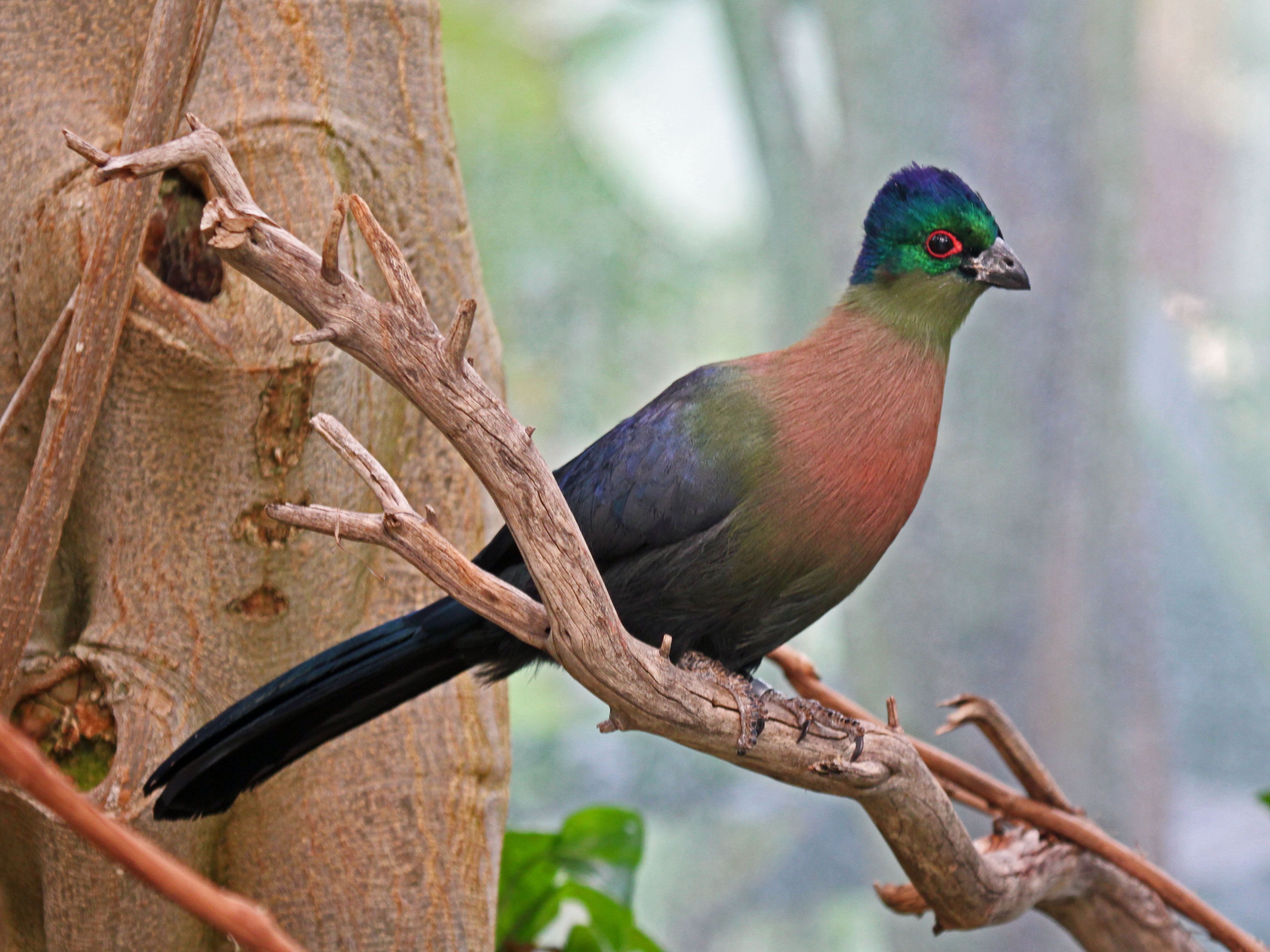
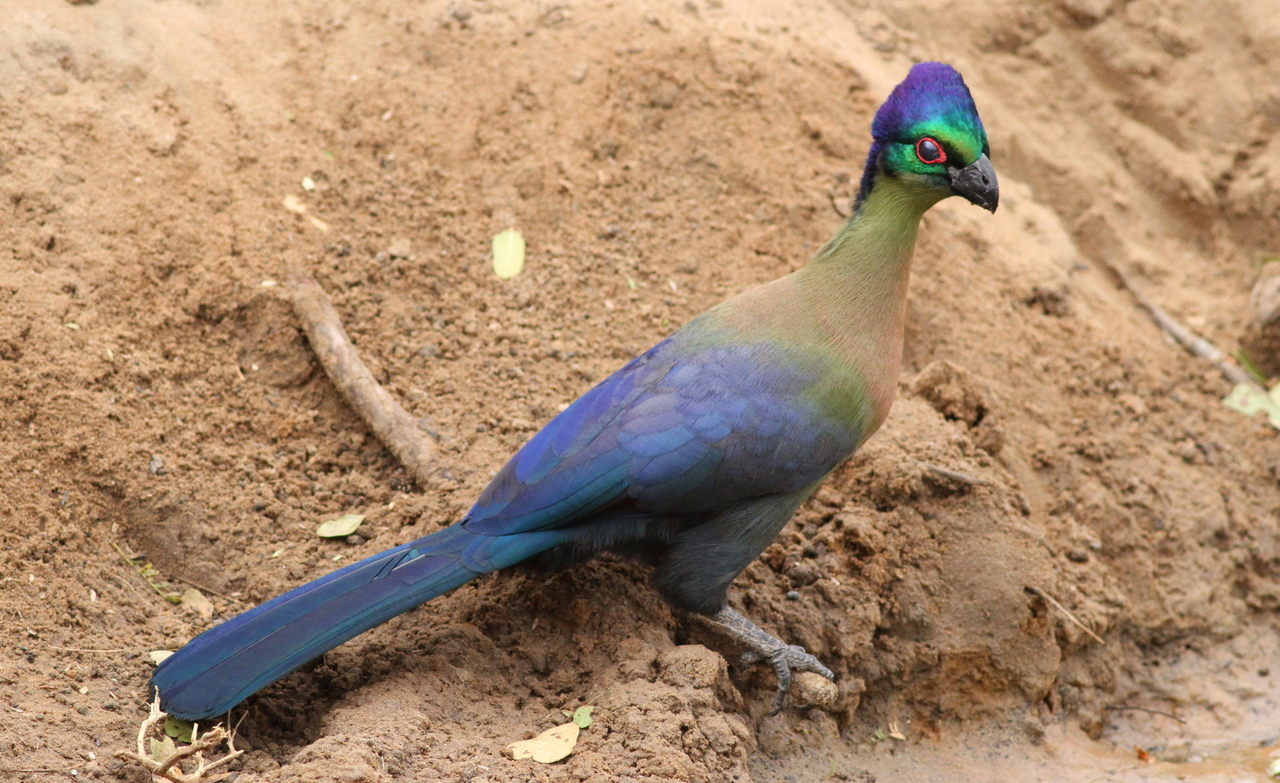
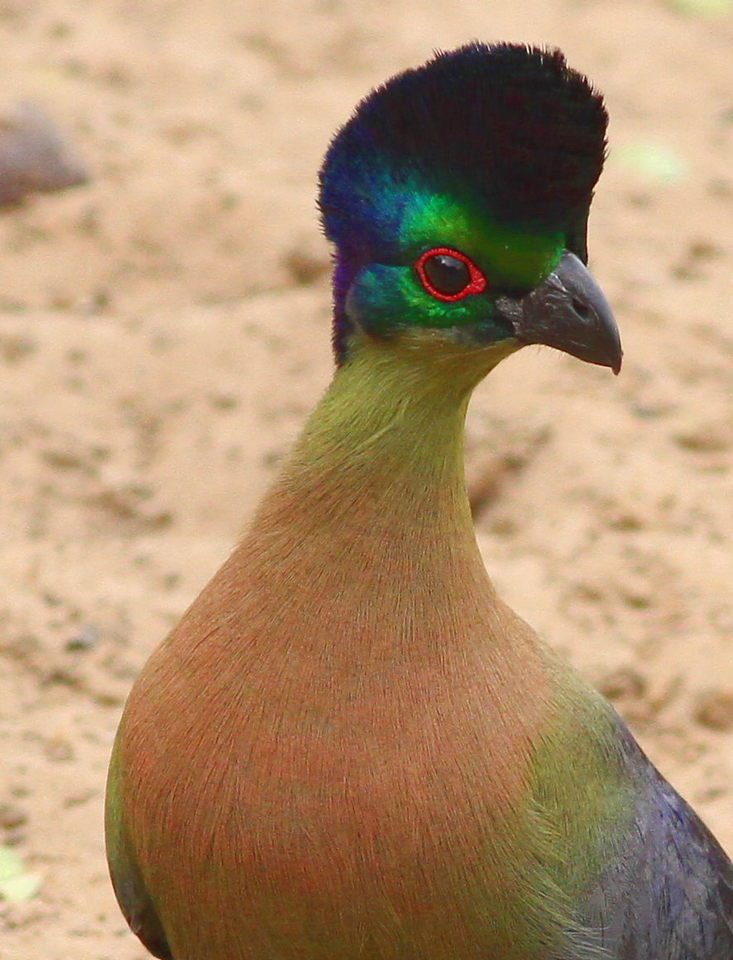
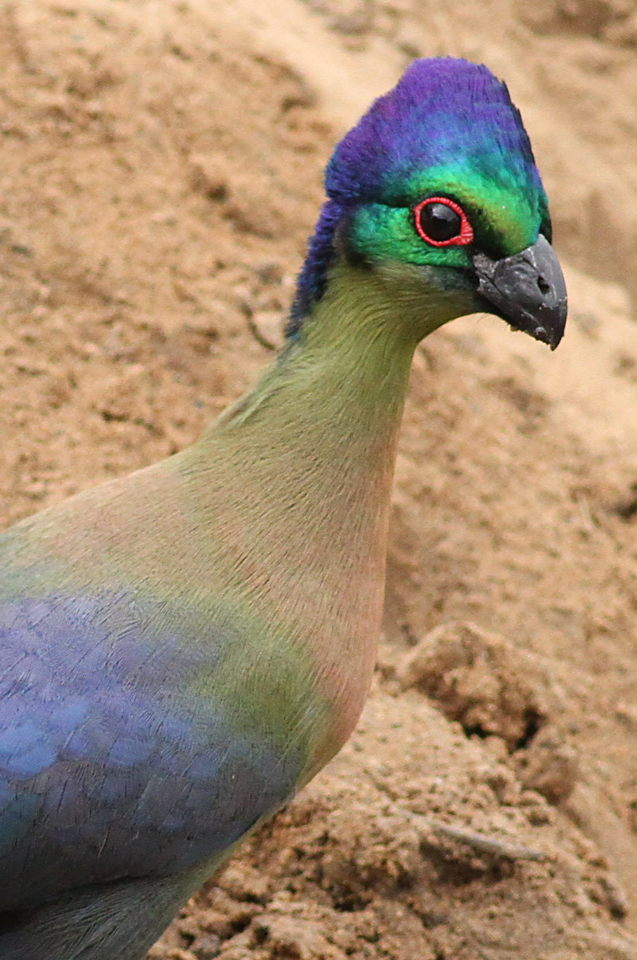
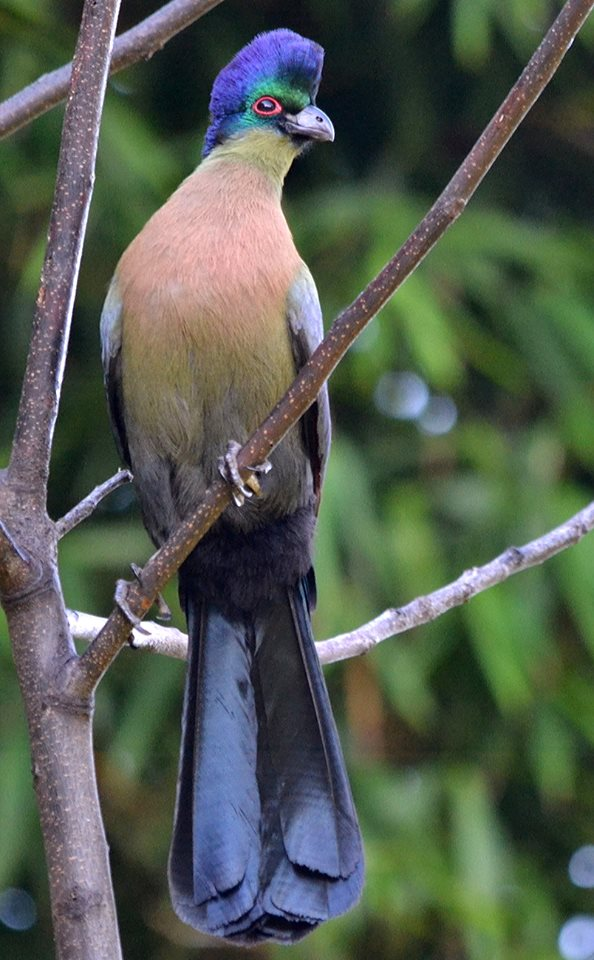
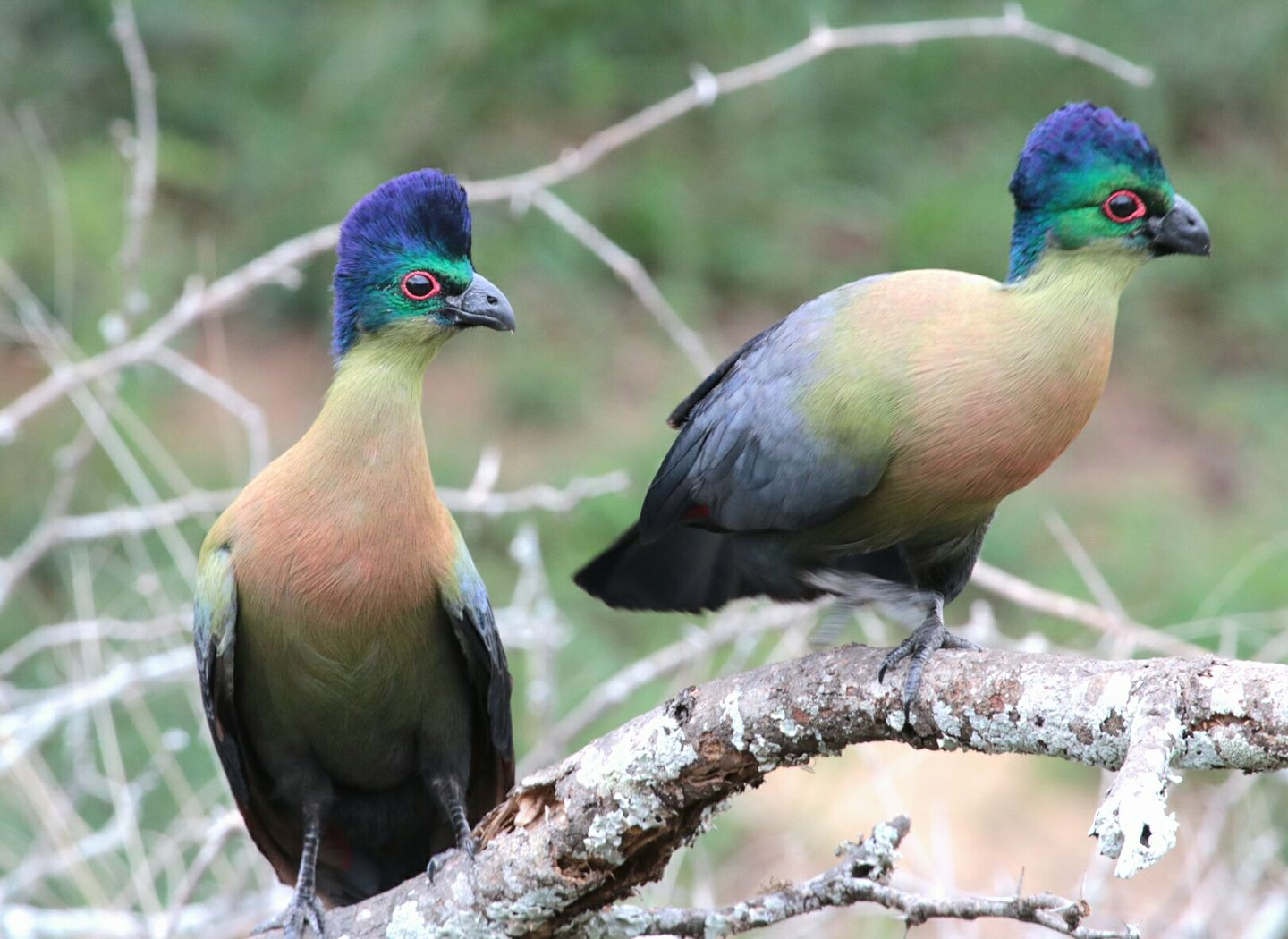
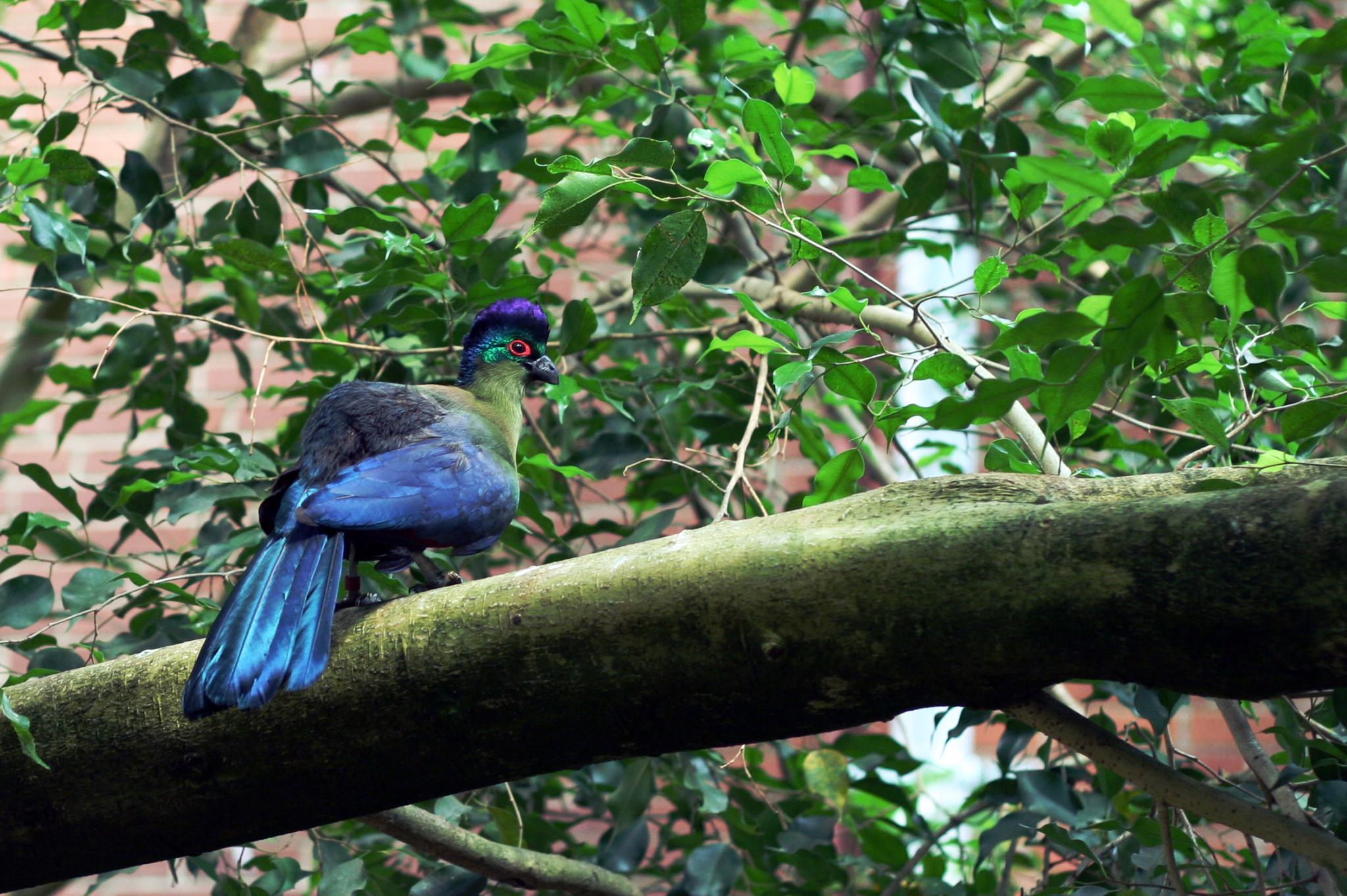
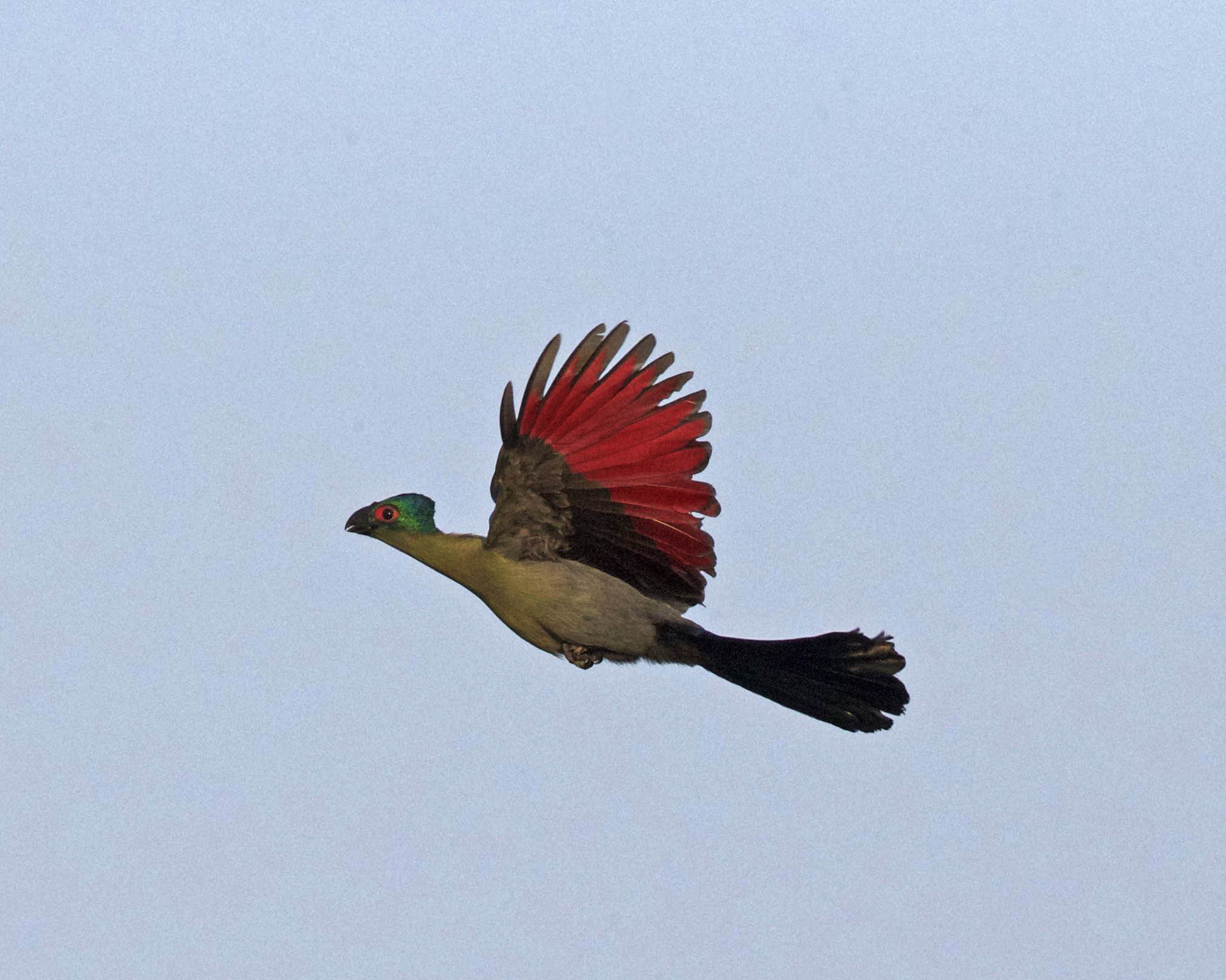